# Ultra Violet & Black Scorpion
 Ultra Violet & Black Scorpion ist eine US-amerikanische Jugendserie, die von Dan Hernandez und Benji Samit geschaffen wurde. Die Premiere der Serie fand am 3. Juni 2022 auf dem US-amerikanischen Disney Channel statt.

## Handlung
Die US-Amerikanerin Violet Rodriguez ist mexikanischer Abstammung und führt ein ganz normales Teenagerleben, bis zu dem Tag, an dem sie von einer mystischen Luchador-Maske auserwählt wird. Durch diese kann sie sich in die verbrechensbekämpfende Superheldin Ultra Violet verwandeln. Violet zur Seite steht der Superheld Black Scorpion, hinter dem sich in Wirklichkeit ihr Onkel Cruz verbirgt, der eine große Leidenschaft für Lucha Libre besitzt und selbst ein Luchador ist. Cruz nimmt die Rolle des Mentors ein und bringt Violet viel bezüglich ihrer Kräfte bei. Allerdings gibt es des Öfteren Meinungsverschiedenheiten zwischen den beiden, vor allem wenn es darum geht, wie sie vorgehen. Gleichzeitig verschleiern beide ihre Identität als Superhelden vor ihrer Familie, ihren Freunden und ihren Mitmenschen. Mit einer Ausnahme: Violets beste Freundin Maya Miller-Martinez weiß um ihr Geheimnis und unterstützt sie bei all ihren Vorhaben. Außerdem dokumentiert Maya die Heldentaten von Ultra Violet und verbreitet sie in den sozialen Medien.

## Besetzung und Synchronisation
Die deutschsprachige Synchronisation entstand nach den Dialogbüchern von Martin C. Jelonek und Jens Hartwig sowie unter der Dialogregie von Martin C. Jelonek durch die Synchronfirma Iyuno-SDI Group Germany GmbH in München.

### Hauptdarsteller
| Rolle                            | Schauspieler     | Synchronsprecher |
| -------------------------------- | ---------------- | ---------------- |
| Violet Rodriguez / Ultra Violet  | Scarlett Estevez | Alisa Riccobene  |
| Cruz de la Vega / Black Scorpion | J.R. Villarreal  | René Oltmanns    |
| Nina Rodriguez                   | Marianna Burelli | Friederike Sipp  |
| Juan Carlos Rodriguez            | Juan Alfonso     | Mike Carl        |
| Santiago „Tiago“ Rodriguez       | Brandon Rossel   | Leonard Rosemann |
| Maya Miller-Martinez             | Zelia Ankrum     | Lara Jund        |

### Nebendarsteller
| Rolle     | Schauspieler | Synchronsprecher |
| --------- | ------------ | ---------------- |
| Luis León | Bryan Blanco | Moritz Blaich    |

### Episodendarsteller
| Rolle             | Schauspieler    | Synchronsprecher        |
| ----------------- | --------------- | ----------------------- |
| Isabella          | Barbara Laurean | Bettina Zech            |
| Daniella          | Jayla Cruz      | Paulina von Lerchenfeld |
| Julieta           | Olivia Ryback   | Johanna Blaich          |
| El Gigante        | Renes Rivera    | Thomas Wenke            |
| Gracie Gilroy     | Lily Freeman    | Melanie Olbert          |
| Hannah Nguyen     | Kaori NeVille   | Lilia Duda              |
| Evita Acosta      | Amara Rose      | Madeleine Holzach       |
| Miradora          | Bevin Bru       | Shandra Schadt          |
| Coach Evelyn Park | Jinny Chung     | Maren Rainer            |
| Duplico           | Jaylen Moore    | Marcantonio Moschettini |

## Episodenliste
| Nr. | Deutscher Titel | Originaltitel                        | Erstveröffentlichung (USA)      | Deutschsprachige Erstveröffentlichung (D/A/CH) | Regie                      | Drehbuch                                                                        |
| --- | --------------- | ------------------------------------ | ------------------------------- | ---------------------------------------------- | -------------------------- | ------------------------------------------------------------------------------- |
| 1   | —               | The Violet Behind the Ultra          | 3. Jun. 2022 A                  | —                                              | Adam Stein & Zach Lipovsky | Leo Chu & Eric S. Garcia                                                        |
| 2   | —               | You Like Me! You Really Like Me!     | 3. Jun. 2022 A                  | —                                              | Alberto Belli              | Ray Lancon                                                                      |
| 3   | —               | Lucha Royale                         | 8. Jun. 2022 B 10. Jun. 2022 C  | —                                              | Nancy Hower                | Stephen Reyes                                                                   |
| 4   | —               | Sleepover Showdown                   | 8. Jun. 2022 B 17. Jun. 2022 C  | —                                              | Nancy Hower                | Desirée Proctor & Erica Harrell                                                 |
| 5   | —               | The Legend of the Twelve Masks       | 8. Jun. 2022 B 24. Jun. 2022 C  | —                                              | Joe Lynch                  | Nelson Soler                                                                    |
| 6   | —               | ¡Chisme! ¡Chisme! Read All About It! | 8. Jun. 2022 B 1. Jul. 2022 C   | —                                              | Joe Lynch                  | Zoe Kanters & Daniel Weingarten                                                 |
| 7   | —               | Ultra Matchmaker                     | 8. Jun. 2022 B 8. Jul. 2022 C   | —                                              | Leslie Kolins Small        | Lisa Kyonga Parsons                                                             |
| 8   | —               | Ultra Violet Unmasked                | 8. Jun. 2022 B 15. Jul. 2022 C  | —                                              | Leslie Kolins Small        | Desirée Proctor & Erica Harrell                                                 |
| 9   | —               | Cascada                              | 8. Jun. 2022 B 22. Jul. 2022 C  | —                                              | Joe Nussbaum               | Ray Lancon                                                                      |
| 10  | —               | Lucha Rules!                         | 8. Jun. 2022 B 29. Jul. 2022 C  | —                                              | Joe Nussbaum               | Desirée Proctor & Erica Harrell                                                 |
| 11  | —               | Ultra Friend, Ultra Flake            | 7. Okt. 2022 A                  | —                                              | Daniella Eisman            | Zoe Kanters & Daniel Weingarten                                                 |
| 12  | —               | Forgive Me Not                       | 12. Okt. 2022 B 14. Okt. 2022 C | —                                              | Daniella Eisman            | Ray Lancon                                                                      |
| 13  | —               | Highkey Anxiety                      | 12. Okt. 2022 B 21. Okt. 2022 C | —                                              | Nimisha Mukerji            | Stephen Reyes                                                                   |
| 14  | —               | Luis León Won't Go Home              | 12. Okt. 2022 B 28. Okt. 2022 C | —                                              | Nimisha Mukerji            | Zoe Kanters & Daniel Weingarten                                                 |
| 15  | —               | Cape Night                           | 12. Okt. 2022 B 4. Nov. 2022 C  | —                                              | Marvin Lemus               | Leo Chu & Eric S. Garcia                                                        |
| 16  | —               | Ultra Violet vs. Black Scorpion      | 12. Okt. 2022 B 11. Nov. 2022 C | —                                              | Joe Nussbaum               | Nathan Frizzell, Lisa Parsons, Nelson Soler, Sandra Hamada & Timothy K. Papciak |